# Schweizerisches Zollmuseum

Zollmuseum

Das Schweizerische Zollmuseum ist ein Museum in Cantine di Gandria am Luganersee, das die Aufgaben der Zollbehörden und die Arbeit der Grenzwächter vermittelt. Das Museum wird durch das Bundesamt für Zoll und Grenzsicherheit BAZG betrieben. Teilweise wird mit dem Schweizerischen Nationalmuseum zusammengearbeitet.
Das Museum ist über die Sommermonate geöffnet.

## Gebäude und Lage
Das Zollmuseum ist in einem ehemaligen Grenzwachtposten untergebracht, der von 1857 bis 1920 genutzt wurde und den Schmuggel über die nahe Grenze zwischen Italien und der Schweiz unterbinden sollte. Das Gebäude befindet sich am Ufer des Luganersees gegenüber dem Dorf Gandria.

## Entstehung
Die Sammlung des Zollmuseums geht auf den Grenzwachtoffizier Angelo Gianola zurück, der Gegenstände aus seinem Berufsalltag im frei gewordenen Grenzwachtposten aufbewahrte. 1943 entstand das Zollmuseum, und seit 1970 wird es vom Schweizerischen Landesmuseum unterstützt.

## Ausstellung
Das Zollmuseum erzählt Geschichten von früher und heute über Schmuggel und den Schutz der Schweizer Grenze. Die Dauerausstellung zeigt einerseits die Arbeit und das Leben in einem Grenzwachtposten des 19. und 20. Jahrhunderts. Andererseits werden die Aufgaben des modernen Grenzschutzes (Verhinderung von Schmuggel, Drogenfahndung, Aufdeckung von Produktpiraterie, Sicherstellung des Artenschutzes, Edelmetallkontrolle, Überprüfung von Reisedokumenten) über wechselnde Sonderausstellungen vermittelt. Dabei wird insbesondere der Einfuhr von unverzollten oder illegalen Waren viel Platz eingeräumt, weshalb das Museum umgangssprachlich auch als «Schmuggelmuseum» bezeichnet wird. Besucher erhalten Einblick in den Arbeitsalltag der Mitarbeitenden des Zolls.

## Bilder

Ausstellung im Erdgeschoss
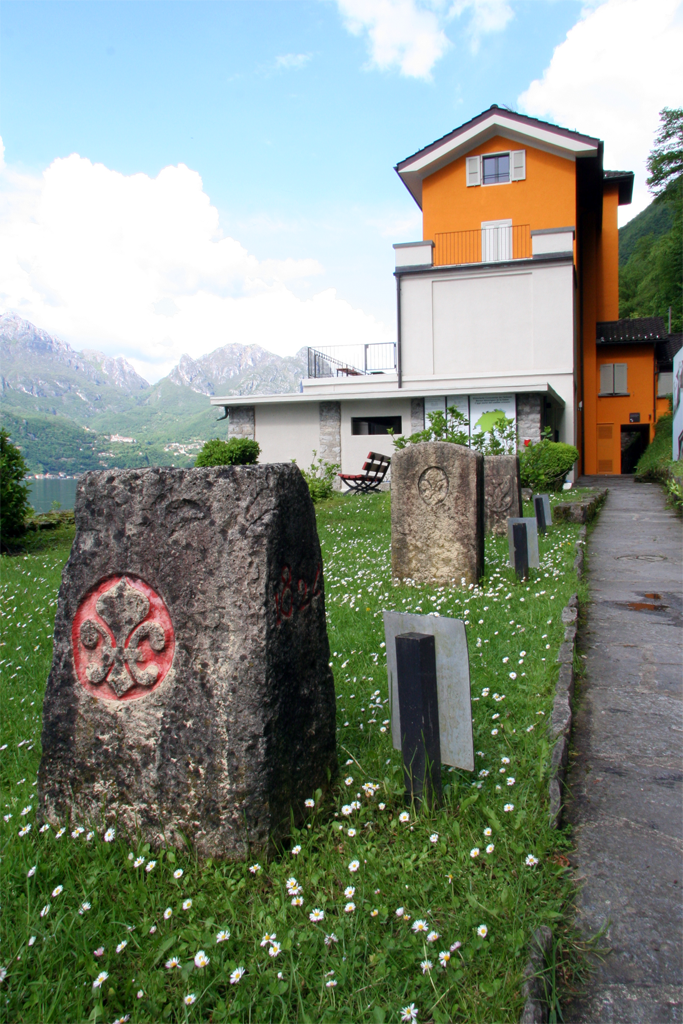
Historische Grenzsteine im Garten